# Sophie xứ Liechtenstein
Sophie xứ Liechtenstein (tiếng Đức: Sophie Marie Gabriele Pia von und zu Liechtenstein; 11 tháng 7 năm 1837, Viên, Đế quốc Áo – 25 tháng 9 năm 1899, Schloss Fischhorn, Zell am See, Salzburg, Đế quốc Áo-Hung) là Thân vương nữ Liechtenstein và là thành viên của Vương tộc Liechtenstein. Qua cuộc hôn nhân với Karl Heinrich xứ Löwenstein-Wertheim-Rosenberg, Sophie trở thành Thân vương phi xứ Löwenstein-Wertheim-Rosenberg từ ngày 4 tháng 5 năm 1863 đến ngày 25 tháng 9 năm 1899.